# Liste de cordons littoraux
Cet article dresse une liste de cordons littoraux.

## Liste

### Australie
- Long Spit, Tasmanie
- Point Walter's Spit, Australie-Occidentale
- Southport Spit, Queensland
- Wollongong, Nouvelle-Galles du Sud

### Mer Baltique
- Isthme de Courlande, Lituanie / Russie
- Péninsule de Hel, Pologne
- Presqu'île de la Vistule, Pologne / Russie

### Canada
- Leslie Street Spit, Toronto, Ontario
- Long Point, Ontario
- Rivière Saguenay, Saint-Fulgence, Québec
- Parc national Kouchibouguac, Nouveau-Brunswick

### Espagne
- La Manga

### États-Unis
- Clatsop Spit, Oregon
- Homer Spit, Homer, Alaska
- Sandy Hook, New Jersey
- Ocean City, Maryland
- Dungeness Spit, Sequim, Washington
- Presque Isle State Park, Érié, Pennsylvanie
- Duluth, Minnesota
- Willoughby Spit, Norfolk, Virginie
- Provincetown spit, Cap Cod, Massachusetts

### France
- Lido des Aresquiers, Hérault
- Lido du Jaï, département des Bouches-du-Rhône
- Cap Ferret, Gironde
- Les 21 cordons littoraux de la rade de Brest, Finistère

### Hong Kong
- Pui O, Lantau

### Irlande
- Inch Strand, péninsule de Dingle, comté de Kerry.

### Italie
- Lido, Venise

### Jamaïque
- Palisadoes, Kingston

### Nouvelle-Zélande
- Aramoana, Otago
- Farewell Spit, Tasman

### Ukraine
- Flèche d'Arabat, mer d'Azov

### Royaume-Uni
- Calshot Spit, Hampshire
- Chesil Beach, Dorset
- Dawlish Warren, Devon
- East Head Spit, Hampshire
- Hengistbury Head, Dorset
- Hurst Castle, Hampshire
- Orford Ness, Suffolk
- Spurn Head, Yorkshire